# توستر

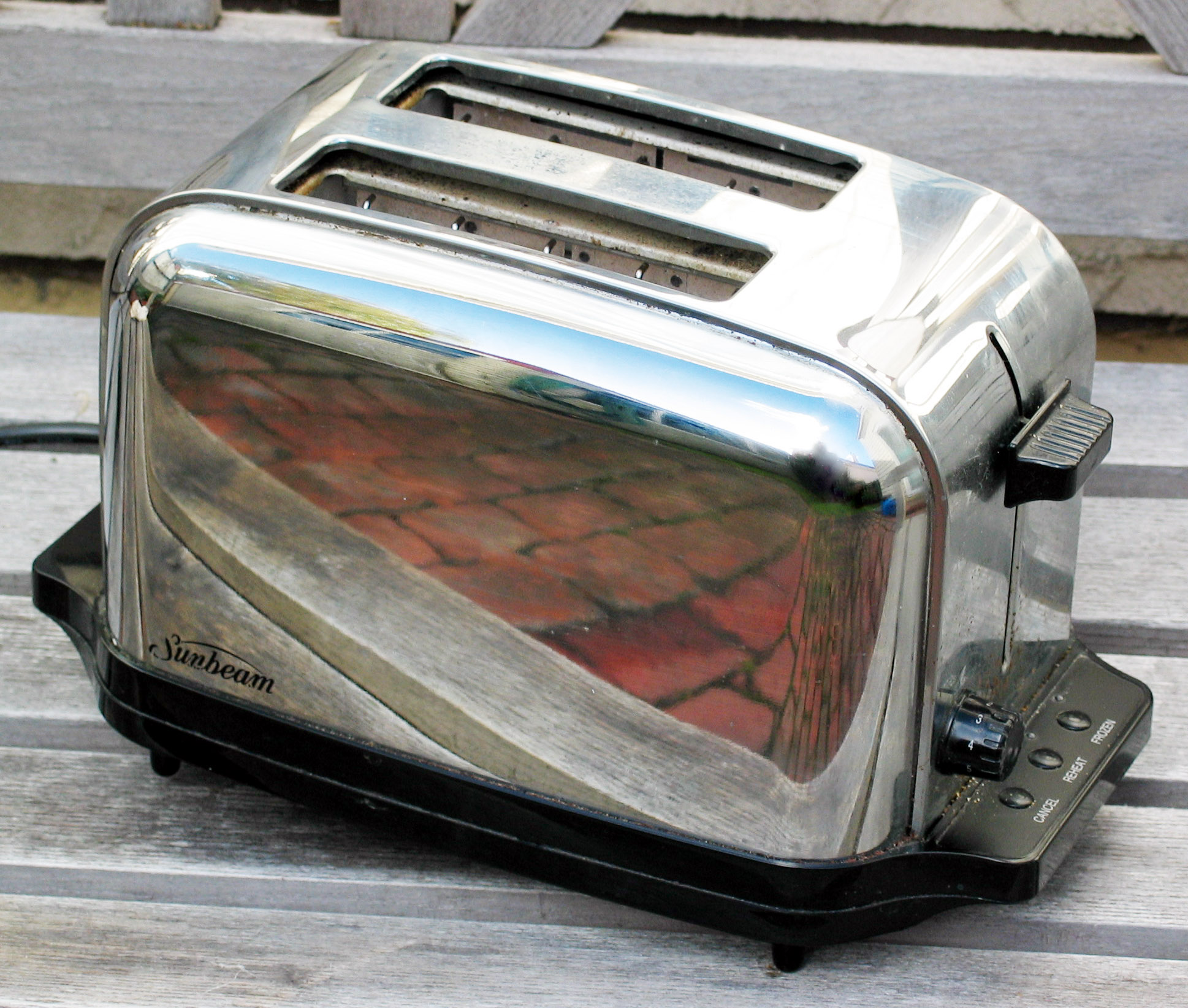
دستگاه توستر

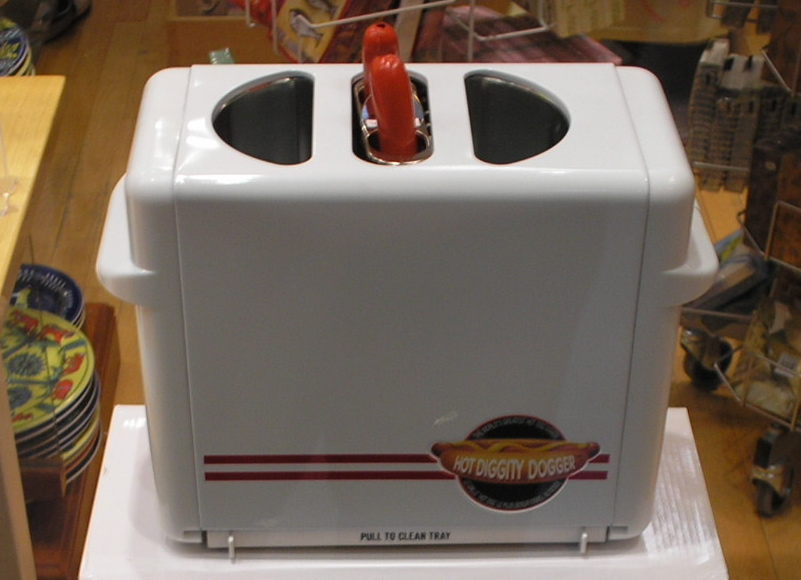
دستگاه تستر هات‌داگ

برشته‌کن، برشتگر یا توستر (به انگلیسی: Toaster) دستگاهی برقی است که با آن نان را گرم یا برشته می‌کنند.
برشتار یا تاون برشتگر (به انگلیسی: Toaster Oven) نوعی اجاق برقی است که علاوه بر برشته کردن نان، برای گرم کردن یا سرخ کردن بعضی مواد غذایی از آن استفاده می‌شود.
توسترهای معمول که قابلیت برشته کردن همزمان دو برش نان را دارند قدرتی بین ۶۰۰ تا ۱۲۰۰ وات دارند و بین ۱ تا ۳ دقیقه نان را برشته می‌کنند. همچنین توسترهای غیر برقی نیز وجود دارند که نان را با کمک آتش یا شعله برشته می‌کنند.
تستر هات‌داگ نیز از انواع دیگر توستر است که هات‌داگ را بدون مایکروویو و فر برشته می‌کند.

## انواع توستر و ویژگی‌ها

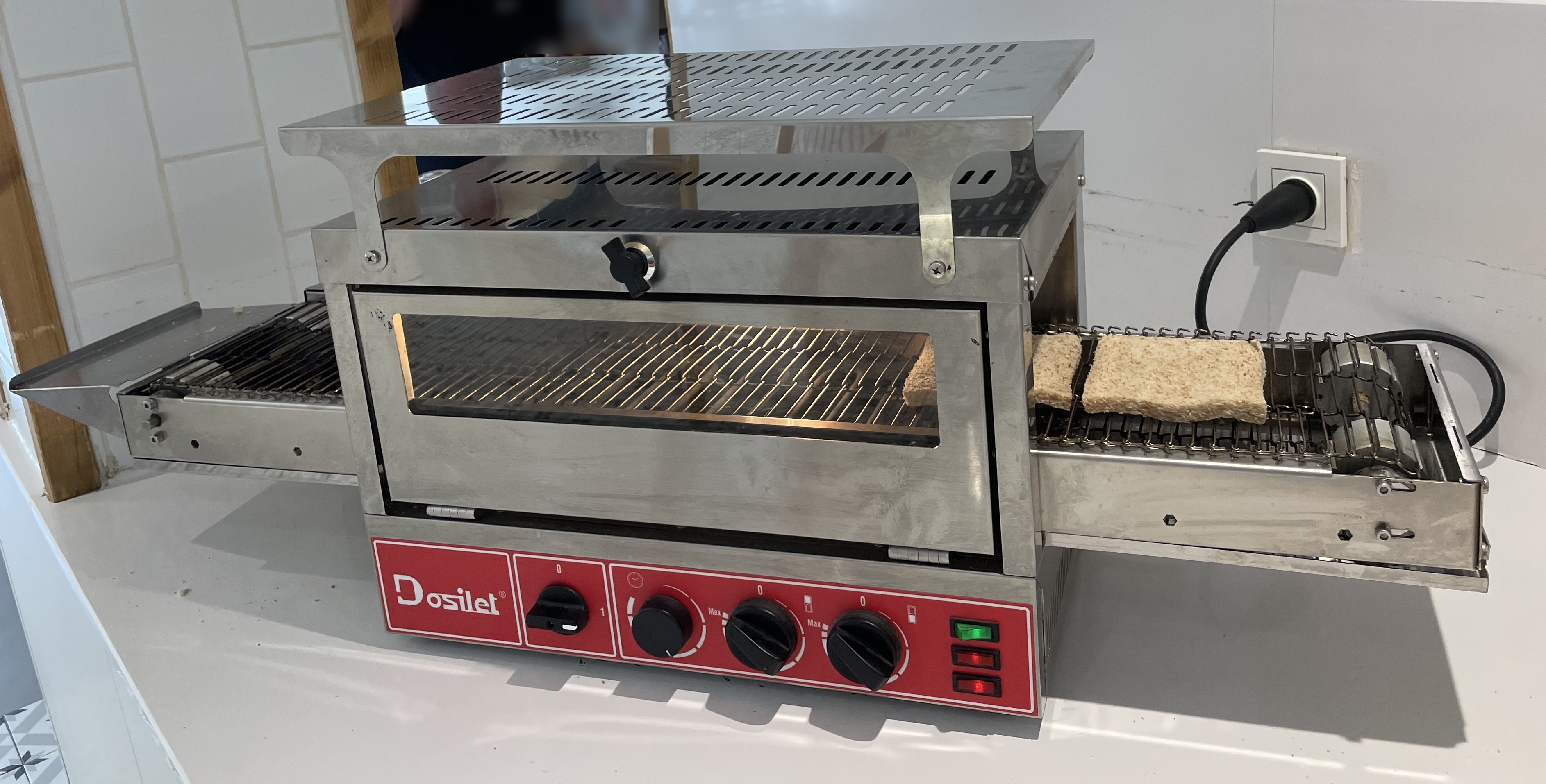
نمایی از یک توستر در هتل

توجه داشته باشید که در هنگام انتخاب یک توستر باید ویژگی‌های کلی آن را بدانید. امروزه توسترهای بسیاری در سطح دنیا تولید می‌شود که نسبت به توسترهای قدیمی تر دارای سینی مجزا در پایین دستگاه هستند که این ام به شما کمک می‌کند تا پس از تست نام، خرده‌های باقی در دستگاه را به راحتی خالی کنید و دیگر بوی سوخته شدن نان را در مصرف‌های طولانی مدت حس نکنید. اگر بخواهیم از انواع توستر از لحاظ ابعاد صحبت کنیم می‌توانیم انواع آن‌ها به مدل‌هایی به شرح زیر مطرح کنیم توسترهای نان با طول متوسطی حدود ۳۰ سانتی‌متر دارند توسترهایی که طول آن‌ها از ۴۲–۳ سانت عبور می‌کند و مناسب برای تکه نان‌های بزرگ‌تر نیز هستند توسترهایی که در حالت نیم دایره طراحی شده‌اند شما می‌توانید این توسترها را بنا به نیاز خودتان انتخاب کنید. البته اگر بخواهیم دسته‌بندی دیگری هم بگوییم توجه داشته باشید که امروزه توسترهایی با دکمه‌های دیجیتال نیز در کنار مدل‌های دکمه ای که دارای پیچی برای تنظیم حرارت هستند، در بازار وجود دارد.